# Pila de mercuri

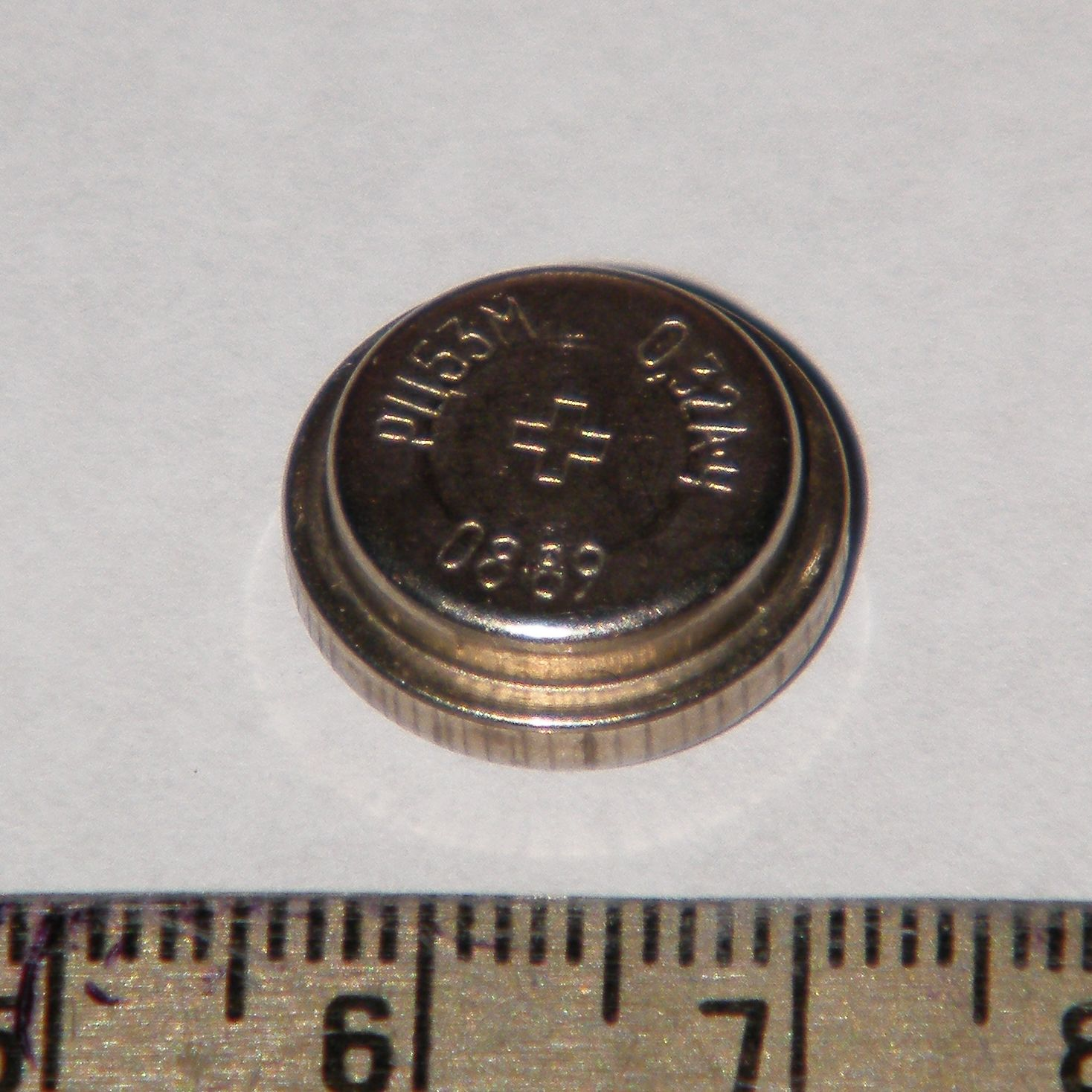
Pila de mercuri "РЦ-53М"(RTs-53M), Russa de 1989

Una pila de mercuri (també anomenada pila d'òxid de mercuri, o cel·la de mercuri) és un cel·la primària o pila electroquímica no recarregable. Les piles de mercuri utilitzen una reacció entre l'òxid de mercuri i uns elèctrodes de zinc en un electròlit alcalí. La tensió durant la descàrrega es manté pràcticament constant a "1,35 volts", i la capacitat és molt més gran que la d'una bateria de carboni de zinc de mida similar. A partir de la II Guerra Mundial les bateries de mercuri es van convertir en una font d'alimentació molt popular per a dispositius electrònics portàtils.
Les piles de mercuri s'utilitzaven en forma de piles de botó per a rellotges, audiòfons i calculadores, i en formes més grans per a altres aplicacions.
A causa del contingut de mercuri, i les preocupacions ambientals resultants, la venda de les piles de mercuri està prohibida en molts països per evitar el enverinament per mercuri. Tant ANSI i IEC s'han retirat les estàndards per a les bateries de mercuri.

## Història

Secció transversal d'una bateria de mercuri de tipus botó

El sistema de bateries d'òxid de mercuri-zinc era conegut des de fa més de 100 anys, però no es va utilitzar àmpliament fins a 1942, quan Samuel Ruben va desenvolupar una cèl·lula de mercuri equilibrada que era útil per a aplicacions militars com detectors de metalls, municions i walkie-talkie s. El sistema de la bateria tenia els avantatges d'una llarga vida estable (fins a 10 anys) i una sortida constant de voltatge. Després de la Segona Guerra Mundial, el sistema de bateries va ser àmpliament aplicat en dispositius electrònics petits, com marcapassos cardíacs i audiòfons. Les bateries d'òxid de mercuri es van fer en una àmplia gamma de mides, des de cèl·lules de botó en miniatura (usades per audiòfons i rellotges de polsera elèctrics), tipus cilíndrics (aparells electrònics portàtils), bateries rectangulars (ràdios transistors) i grans embalatges multicel·lulars (aplicacions industrials com ràdio control remot per a sistemes de grua). Als Estats Units, les bateries d'òxid de mercuri van ser fabricades per companyies com P. R. Mallory and Co Inc (ara Duracell), Union Carbide Corporation (l'antiga divisió de bateries es diu ara Energizer Holdings), RCA Corporation i Burgess Battery Company.

## Característiques elèctriques
Les bateries de mercuri que utilitzen un càtode d'òxid de mercuri (II) tenen una corba de descàrrega molt plana, mantenint una tensió constant de 1,35 V (circuit obert) fins prop del darrer 5% de la seva vida, moment en què la seva tensió baixa ràpidament. La tensió es manté dins de l'1% durant diversos anys a càrrega lleugera i durant un ampli interval de temperatura, fent que les bateries de mercuri siguin útils com a referència de tensió en instruments electrònics i en fotòmetres per fotografia.
Les bateries de mercuri amb càtodes constituïdes per una barreja d'òxid de mercuri i diòxid de manganès tenen una tensió de sortida d'1,4 V i una corba de descàrrega més inclinada.

## Prohibició del producte
La  Directiva 91/157 de la Comissió Europea, de 1991 quan va ser adoptada pels estats membres, va prohibir la comercialització de certs tipus de bateries que contenien més de 25 mil·ligrams de mercuri o, en el cas de  piles alcalines, més del 0,025% en pes de mercuri. El 1998 es va estendre la prohibició a cèl·les que contenien més del 0,005% en pes de mercuri.
El 1992, l'estat de Nova Jersey va prohibir la venda de piles de mercuri. El 1996, el Congrés dels Estats Units va aprovar la "Llei de gestió de bateries recarregables i de mercuri" que va prohibir la venda addicional de bateries que contenien mercuri, tret que els fabricants proporcionessin un anunci, prohibint efectivament la seva venda.